# Großsteingrab Bringe
Das Großsteingrab Bringe war eine megalithische Grabanlage der jungsteinzeitlichen Nordgruppe der Trichterbecherkultur im Kirchspiel Værløse in der dänischen Kommune Furesø. Es wurde im 19. oder frühen 20. Jahrhundert zerstört.

## Lage
Das Grab lag auf dem Gelände des ehemaligen Militärflugplatzes Værløse, nordöstlich von Hangar 4 und unmittelbar nördlich eines Teichs.

## Forschungsgeschichte
Im Jahr 1889 führten Mitarbeiter des Dänischen Nationalmuseums eine Dokumentation der Fundstelle durch. Irgendwann später wurde die Anlage vollständig abgetragen. Da sie sich bei der Dokumentation als zwei freistehende Grabkammern und ein separater Hügelrest präsentierte, wurde die Anlage unter drei Fundplatznummern registriert.

## Beschreibung

### Architektur
Die Anlage besaß eine nord-südlich orientierte längliche Hügelschüttung mit einer Länge von etwa 50 m. 1889 war nur noch das nördliche Ende des Hügels erhalten. Von der Umfassung standen noch etwa sechs Steine in Abständen von 2 m bis 3 m an der westlichen Langseite.
Etwa 19 m südlich des erhaltenen Hügelrests befand sich eine Grabkammer, die als Urdolmen anzusprechen ist. Sie war nord-südlich orientiert und hatte einen rechteckigen Grundriss. Sie hatte eine Länge von 1,5 m, eine Breite von 1 m und eine Höhe von 1,1 m. Die Kammer bestand wohl aus vier Wandsteinen. Ein Deckstein wird im Bericht nicht erwähnt. Der Kammerboden war mit Feuerstein bedeckt.
Etwa 17 m weiter südlich befand sich eine zweite Grabkammer, die ebenfalls als Urdolmen anzusprechen ist. Sie war nord-südlich orientiert und hatte einen rechteckigen Grundriss. Zu ihren genauen Maßen liegen keine Angaben vor. Die Kammer bestand aus vier gleich hohen Wandsteinen, von denen diejenigen an den Langseiten eine Länge von 2,2 m hatten. Der Deckstein fehlte 1889 bereits. Der Kammerboden war mit verbranntem Feuerstein bedeckt.

### Funde
In der nördlichen Kammer wurden irgendwann vor 1889 zwei Skelette gefunden, die mit dem Kopf nach Süden und den Füßen nach Norden ausgerichtet waren.